# Elvedina Muzaferija
Elvedina Muzaferija, née le 20 aout 1999 à Visoko, est une skieuse alpine bosniaque.

## Biographie
En 2018, elle le porte-drapeau de la Bosnie pour les jeux olympiques de Pyeonchang. 
En janvier 2020, elle devient la première skieuse bosniaque à marquer des points en coupe du monde (combiné d'Altenmarkt).
En février 2021, elle participe pour la seconde fois aux championnats du monde et elle s'y classe 16e du combiné à Cortina d'Ampezzo.
En 2022, elle à nouveau porte-drapeau de la Bosnie pour les jeux olympiques de Pékin où elle se classe notamment 31e de la descente.
L'année suivante en février 2023, pour ses troisièmes championnats du monde à Méribel, elle prend la 15e place du combiné, la 20e place de la descente et la 25e du super G. Elle enchaîne avec son premier podium en coupe d'Europe avec une seconde place dans la descente de Crans Montana.
C'est en février 2024 qu'elle obtient sa première victoire en coupe d'Europe dans la descente Crans Montana. La semaine suivante elle décroche son premier top-10  en coupe du monde et crée la sensation en prenant la 4e place de la descente de Crans Montana,. En mars elle obtient son premier top-10 en super G en se classant 9e de l'épreuve de Kvitfjell. 
En février 2025, elle dispute ses quatrièmes championnats du monde à Schladming où elle se classe notamment 23e de la descente. En mars elle remporte une seconde victoire en coupe d'Europe sur le super G de Kvitfjell.

## Palmarès

### Jeux olympiques
| Épreuve / Édition   | Descente | Super G | Slalom géant | Slalom | Combiné |
| ------------------- | -------- | ------- | ------------ | ------ | ------- |
| JO 2018 Pyeongchang | 31e      | 42e     | 44e          | Ab     | Ab      |
| JO 2022 Pékin       | Ab       | 25e     | -            | -      | Ab      |

### Championnats du monde
Doriane Escané a participé à trois éditions des Championnats du monde de ski alpin, avec pour meilleur résultat une cinquième place aux parallèles par équipe lors de la première d'entre elles, en 2019 à Åre
| Édition / Épreuve               | Descente | Super G | Slalom géant | Slalom | Combiné | Combiné par équipe |
| Mondiaux 2017 Saint-Moritz      | -        | -       | Ab           | 55e    | -       | -                  |
| Mondiaux 2021 Cortina d'Ampezzo | 25e      | 38e     | -            | -      | 16e     | -                  |
| Mondiaux 2023 Méribel           | 20e      | 25e     | -            | -      | 15e     | -                  |
| Mondiaux 2025 Saalbach          | 23e      | 27e     | Abandon      | -      | -       | 22e                |

### Coupe du monde
- Meilleur classement général : 54e en 2024 avec  161 points.
- Meilleur classement de super G : 23e en 2024 avec 82 points.
- Meilleur classement de descente : 24e en 2024 avec  59 points.

- Meilleur résultat sur une épreuve de coupe du monde de descente : 4e à Crans Montana le 17 février 2024
- Meilleur résultat sur une épreuve de coupe du monde de super G : 9e à Kvitfjell le 2 mars 2024

#### Classements
| Saison / Épreuve | Saison / Épreuve | Général | Général | Descente | Descente | Super G | Super G | Combiné | Combiné |
| ---------------- | ---------------- | ------- | ------- | -------- | -------- | ------- | ------- | ------- | ------- |
| Saison / Épreuve | Saison / Épreuve | Class.  | Points  | Class.   | Points   | Class.  | Points  | Class.  | Points  |
| 2020             | 2020             | 124e    | 2       | -        | -        | -       | -       | 38e     | 2       |
| 2022             | 2022             | 92e     | 29      | 41e      | 16       | 48e     | 13      | -       | -       |
| 2023             | 2023             | 112e    | 6       | 47e      | 3        | 48e     | 3       | -       | -       |
| 2024             | 2024             | 54e     | 151     | 24e      | 59       | 23e     | 82      | -       | -       |
| 2025             | 2025             | 89e     | 29      | 40e      | 6        | 34e     | 23      | -       | -       |

### Coupe d'Europe
6 tops-10 dont 3 podiums et 2 victoires :
- 1re de la descente de Crans Montana le 11 février 2024
- 1re de le super G de Kvitfjell le 17 mars 2025